# Луб'янська волость (Павлоградський повіт)
Луб'янська волость — історична адміністративно-територіальна одиниця Павлоградського повіту Катеринославської губернії.
Станом на 1886 рік складалася з 16 поселень, 16 сільських громад. Населення — 2633 осіб (1369 чоловічої статі та 1264 — жіночої), 458 дворових господарств.
|                     | Площа, десятин | У тому числі орної, дес. |
| ------------------- | -------------- | ------------------------ |
| Сільських громад    | 1748           | 1498                     |
| Приватної власності | 54216          | 18321                    |
| Казенної власності  | —              | —                        |
| Іншої власності     | 1333           | 682                      |
| Загалом             | 57297          | 20500                    |

Найбільші поселення волості:
- Луб'янка — село при річці Терса за 35 верст від повітового міста, 809 осіб, 155 дворів, православна церква, лікарня, лавка. За 5 верст — лавка, готель. За 3 версти — цегельний завод. За 15 верст — православна церква, цегельний і черепичний завод. За 7 верст — залізнична станція Синельникове.
- Циганівка — село при річці Терса, 473 осіб, 79 дворів, лавка.